# Zamarada adiposata
Zamarada adiposata är en fjärilsart som beskrevs av Felder 1875. Zamarada adiposata ingår i släktet Zamarada och familjen mätare. Inga underarter finns listade i Catalogue of Life.